# Mahmood Soliman
Mahmood Soliman (Il Cairo, 1967) è uno scrittore e regista egiziano.

## Biografia
Nasce in Egitto nel 1967. Nel 1997 si laurea presso l'Higher Cinema Institute al Cairo. Pubblica vari saggi di argomenti sociali e politici su quotidiani egiziani e arabi, nonché una raccolta di racconti. Per questa attività di scrittore e saggista ha ricevuto numerosi riconoscimenti in tutto il mondo arabo. Ha esordito al cinema realizzando nel 2004 il documentario Living Among Us, selezionato in moltissimi festival di tutto il mondo, seguito da alcuni cortometraggi di fiction: nel 2005 Enharda talateen November vince importanti riconoscimenti a Locarno e Cartagine.

## Filmografia
- Living Among Us - cortometraggio documentario (2004)
- Enharda talateen November - cortometraggio (2005)
- Azraa wa Ahmar - cortometraggio (2006)
- Abadan lam nakon atfalan - documentario (2015)